# Svitlana Loboda
Svitlana Sergiivna Loboda (en ucraniano: Світлана Сергіївна Лобода; Irpín, 18 de octubre de 1982), conocida simplemente como Loboda, es una cantante y compositora ucraniana. Loboda representó a su país en la 54.º edición del Festival de la Canción de Eurovisión en 2009 con la canción Be My Valentine!.

## Biografía
Svitlana Loboda nació el 18 de octubre de 1982 en Irpín.
Desde edades muy tempranas mostró unas fuertes aptitudes para la música y la actuación, por lo que estudió piano y técnicas vocales e interpretativas en una escuela de música.

## Ámbito musical
Después de haber acabado la escuela de música, Svitlana no quería renunciar a sus estudios musicales por lo que entró en la Kyiv Variety And Circus Academy. Por éstos tiempos, Svitlana era miembro de la banda Capuchino.
En 2003 participó en el casting para el primer musical profesional producido en Ucrania, El Ecuador, donde obtuvo el papel principal.
En diciembre de 2003, Svitlana empezó a elaborar temas y a diseñar ropa para la banda Catch, siendo esa su primera experiencia profesional de compositora y diseñadora de modas.

### 2003 -Via Gra
En 2004, Svitlana se presentó a un casting que buscaba a la nueva vocalista de la banda femenina Via Gra, muy conocida en Europa oriental y con cierto éxito en Japón y otros países. Gracias a su voz, coreografía, imagen y magnetismo, Svitlana logró superar casi a 500 aspirantes y se convirtió en la nueva solista de la banda. 
Svitlana hizo su primera aparición como miembro de la banda como invitado especial en el show de telerrralidad Star Factory.

### 2004 - Carrera en solitario
A finales de noviembre de 2004, Svitlana Loboda comenzó su carrera en solitario.
El primer video musical de la cantante fue Cherno-Belaya Zima (Negro-Blanco Invierno). En noviembre de 2005, sacó a la venta su primer álbum en solitario, titulado Ty Ne Zabudesh (No Olvidarás).
En 2006, Svitlana trabajó como presentadora para el programa de Televisión ShowMania y en 2007 fue la anfitriona de Miss CIS.
En la primavera de 2008, la cantante lanzó el álbum Ne Macho (No Macho).
En abril de 2008 se lanzó su propia línea de moda usando el nombre de F*ck the Macho. La escandalosa idea se convirtió en un popular concepto de tendencia y estilo, en la que expresaba una clara protesta social contra las falsas tendencias glamourosas y los estereotipos.
Más tarde, en otoño de ese mismo año es guionista de uno de sus videos musicales, Za Chto (Para Qué).

### Festival de Eurovisión 2009

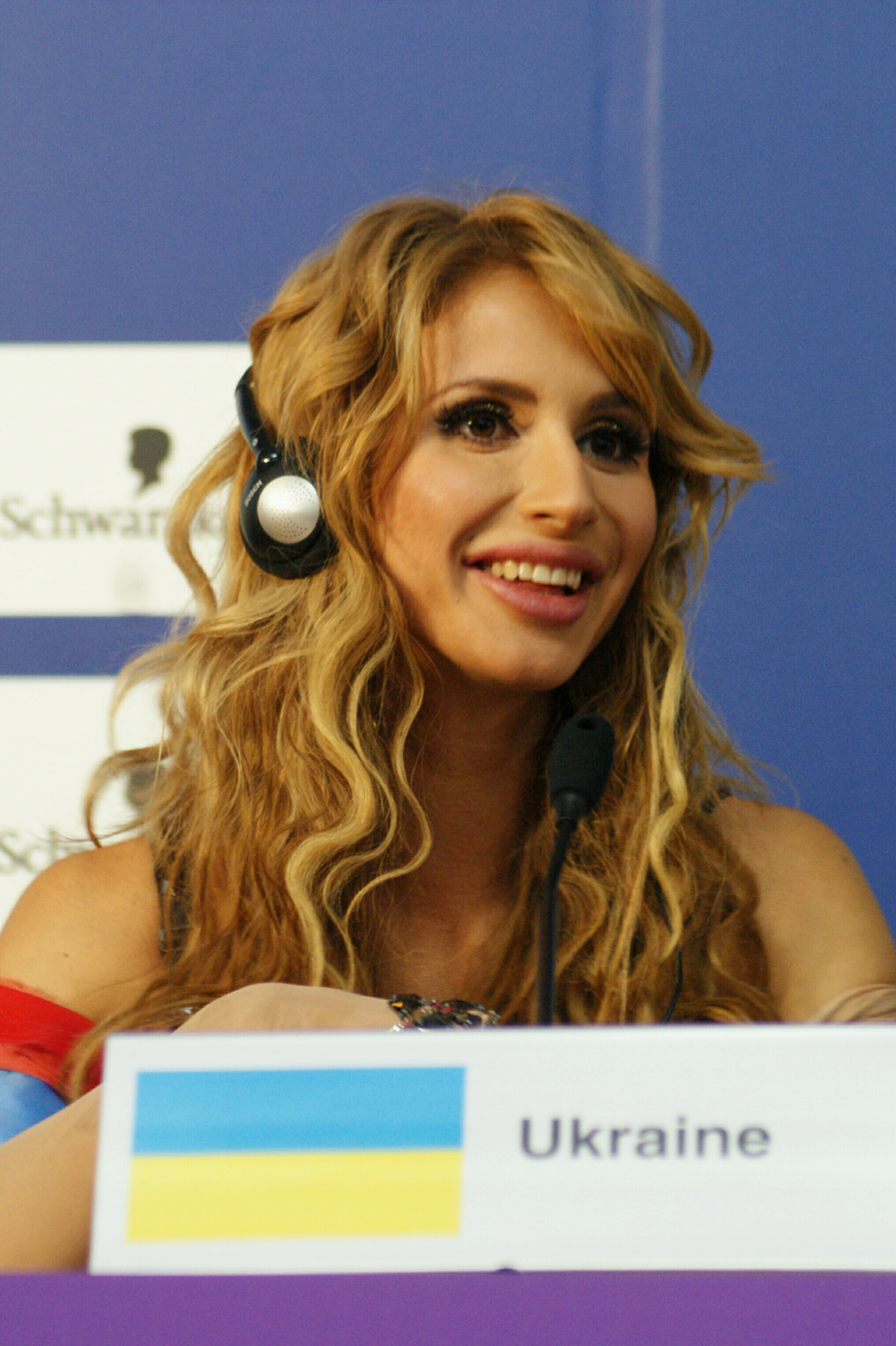
Loboda en una rueda de prensa del Festival de Eurovisión 2009.

En primavera de 2009, Be My Valentine! (Anti-Crisis Girl) fue presentada a la preseleeción nacional de Ucrania para representar al país en el Festival de la Canción de Eurovisión 2009. En cooperación con S&A Music Group Ltd y Alexander Shyrkov. 
El 8 de marzo de 2009, Svitlana obtiene la máxima puntuación de los espectadores y el jurado profesional, por lo que gana la final nacional y es seleccionada para representar a Ucrania en el festival.
El jueves 14 de mayo de 2009, la chica anti-crisis sale a actuar en el puesto número 17, y logra clasificarse para la gran final del Festival, en la que Svitlana actuó en la posición número 21, quedando en el puesto número 12 con 76 puntos.
La cantante declaró su deseo de usar su participación en el Festival como plataforma para hablar sobre un gran problema de hoy en día: la violencia doméstica. Creó la fundación No Family Crimes y se publicaron varias fotos de la ucraniana donde se apreciaba en su cuerpo cicatrices y heridas destacando así el problema al que se ven afectadas miles de mujeres en el mundo actual.
Svitlana expresó su interés en representar de nuevo a Ucrania en el Festival de la Canción de Eurovisión 2010, con sede en Noruega.

## 2010
La cantante ha lanzado recientemente su nueva canción "Vivir es fácil" ("Жить легко"). Svitlana ha declarado que su nueva canción lanza un mensaje a través de que "vivir es simple". En su vídeo musical, la cantante se mete en la piel de una mujer obesa que intenta volver a ser la mujer sexy que había sido antaño. El nuevo sencillo fue lanzado tanto en Ucrania, como en Rusia, donde se esperaba que alcanzara un buen puesto en las listas musicales del país, pero la canción solo logró alcanzar el puesto número cuatro en las listas ucranianas.
Svetlana está planeando producir música en inglés con el productor musical británico Sean Pebbles, para lanzarse internacionalmente y captar fácilmente el mercado británico y estadounidense.

## Discografía

### Álbumes de estudio
- 2005, Ты Не Забудешь
- 2008, Не Ма4о
- 2017, H2Lo
- 2023, Made in U

### EP
- 2019, Sold Out

### Álbumes recopilatorios
- 2009, Anti-Crisis Girl

### Álbumes en vivo
- 2020, Superstar Show Live

### Álbumes de remezclas
- 2006, Черный Ангел - Remixes
- 2006, Постой, МуЩина!
- 2020, Boom Boom

### Sencillos
| Año  | Single                                                   |
| ---- | -------------------------------------------------------- |
| 2004 | "Черно-белая зима (Black and white winter) "             |
| 2005 | "Я забуду тебя (I will forget) "                         |
| 2005 | "Ты не забудешь (You will not forget) "                  |
| 2006 | "Чёрный ангел (Black Angel)"                             |
| 2006 | "Постой, МуЩина! (Wait Man!)"                            |
| 2007 | "Мишка, гадкий мальчишка! (Mikkie, Bad Boy)"             |
| 2007 | "Счастье (Happiness)"                                    |
| 2008 | "Не ма4о (Not Macho)"                                    |
| 2008 | "За что? (For What?)"                                    |
| 2008 | "By Your Side"                                           |
| 2009 | "Be My Valentine! (Anti-Crisis Girl)"                    |
| 2010 | "Жить легко" (Live easy)                                 |
| 2010 | "Сердце бьётся" (Heart Is beating...) feat. Max Barskikh |
| 2010 | "Революция" (Revolution)                                 |
| 2011 | "Спасибо" (Thank You)                                    |
| 2011 | "На Свете" (On the Earth)                                |
| 2012 | "Облака" (Clouds)                                        |
| 2012 | "What about u (EM 2012)"                                 |
| 2012 | "40 градусов" (40 Degrees)                               |
| 2013 | "Под Лед" (Under the Ice)                                |
| 2013 | "Под Лед" (Under the Ice) [REMAKE]                       |
| 2013 | "Кохана" (Love)                                          |
| 2013 | "Город под запретом" (Forbidden City)                    |
| 2014 | "Смотришь в небо" (feat. EMIN)                           |
| 2014 | "Не нужна"                                               |
| 2015 | "Не нужна"                                               |
| 2015 | "Пора домой"                                             |
| 2016 | "Твои Глаза" (Your Eyes)                                 |
| 2016 | "К Черту Любовь" (To Hell The Love)                      |
| 2017 | "Случайная" (Random)                                     |
| 2018 | "Лети" (Fly)                                             |
| 2018 | "SuperSTAR"                                              |
| 2018 | "Парень"                                                 |
| 2019 | "Instadrama"                                             |
| 2019 | "Пуля-Дура"                                              |
| 2020 | "Новый Рим"                                              |
| 2020 | "Boom Boom"                                              |
| 2020 | "moLOko"                                                 |